# Biển Ross

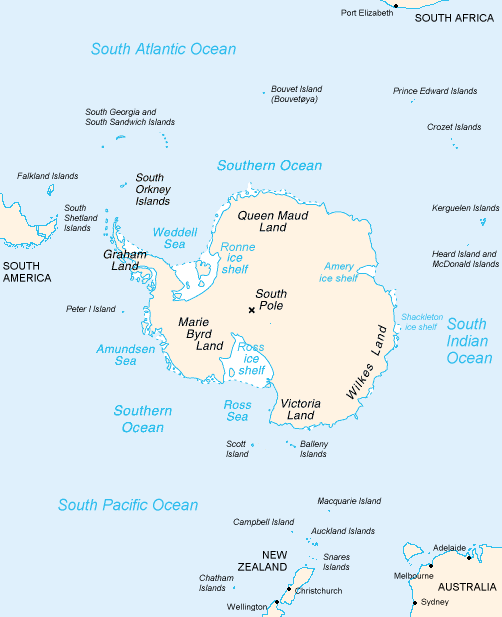
Bản đồ Nam Cực

Biển Ross là một vịnh sâu của Nam Băng Dương vào Nam Cực, giữa đảo Victoria và đảo Marie Byrd.

## Mô tả
Biển Ross được khám phá bởi James Ross vào năm 1841. Phía tây biển Ross là đảo Ross với núi lửa Erebus, phía đông là đảo Roosevelt nằm ở Nam Cực. Phía Nam được bao quanh bởi thềm băng Ross  Ông Roald Amundsen bắt chuyến tham hiểm Nam Cực vào năm 1911 từ vịnh Cá heo. Phần phía Nam của biển Ross là bờ biển Gould, cách vùng địa lý Nam Cực khoảng 200 dặm.
Tất cả vùng đất ở biển Ross được tuyên bố chủ quyền thuộc về New Zealand, nhưng một số quốc gia ngoài khối Thịnh Vượng chung không công nhận tuyên bố này. Vào ngày 22/02/2007, một con mực khổng lồ dài 10 mét, nặng 495 kg được bắt được tại biển Ross.

## Tầm quan trọng về bảo tồn hệ sinh thái
Hệ động thực vật tương tự phía Nam của vùng biển Nam Cực. Vào mùa hè, nước biển giàu chất dinh dưỡng nhờ các sinh vật phù du cung cấp thức ăn cho các loại cá, hải cẩu Pinniped, cá heo và chim biển. Các vùng ven biển có các loài như chim cánh cụt Adelie & chim cánh cụt Hoàng đế. Chim cánh cụt đã được quan sát thấy ở một số nơi ở biển Ross từ hai hướng bờ biển và vùng biển mở..
Biển Ross là vùng biển nằm trong giai đoạn cuối của quá trình hình thành Trái Đất nên không bị ảnh hưởng bởi các hoạt động của con người. Vì vậy, biển Ross không bị ô nhiễm, bị khai thác và bị xâm lấn bởi các loài khác. Do đó, Biển Ross được các nhà sinh vật học xem là một cơ hội tuyệt vời để khám phá nghiên cứu.